# Font de Sant Joan (Senterada)
La Font de Sant Joan és una font al terme municipal de Senterada, al Pallars Jussà, dins del territori del poble de Reguard. Està situada a 1.255 m d'altitud, al nord-est de Reguard, al capdamunt de la vall del barranc de Sant Joan, a prop i al nord-oest del Roc de Sant Aventí.